# War Memorial Opera House
Il War Memorial Opera House è un teatro di San Francisco, in California; si trova sul lato occidentale della Van Ness Avenue di fronte alla facciata ovest posteriore del municipio di San Francisco.
Fa parte del "San Francisco War Memorial and Performing Arts Center". È stata la sede della San Francisco Opera sin dalla prima notte inaugurale del 1932.
Fu lo storico rivoluzionario sito per l'assemblea organizzatrice della Conferenza di San Francisco per la nuova United Nations Organization (UNO or U.N.) nell'aprile del 1945, ispirato al 32º presidente Franklin D. Roosevelt, allora recentemente scomparso, in seguito alla seconda guerra mondiale, per rimpiazzare la precedente vacillante Lega delle Nazioni, proveniente dal trattato di Versailles e dalla Conferenza di pace di Parigi, che terminava la prima guerra mondiale nel 1919, ispirata al 28º presidente Woodrow Wilson.

## Architettura
Nel 1927 furono emessi 4 milioni di dollari di obbligazioni municipali per finanziare la progettazione e la costruzione del primo teatro dell'opera di proprietà comunale negli Stati Uniti. Gli architetti del complesso edilizio erano Arthur Brown Jr., che aveva anche progettato l'adiacente San Francisco City Hall tra il 1912 e il 1916, e G. Albert Lansburgh, un progettista teatrale autore dell'Orpheum di San Francisco e dello Shrine Auditorium di Los Angeles.
Completato nel 1932, è una delle ultime strutture in stile Beaux-Arts / Neoclassico eretto negli Stati Uniti e impiega il classico ordine dorico romano in una forma riservata e sobria appropriata alla sua funzione di commemorare tutti coloro che prestarono servizio nella prima guerra mondiale (1914/1917-1918). Un colonnato di colonne abbinate scherma finestre colossali a testa arcuata sopra un severo basamento bugnato, uno schema che deve qualcosa al severo fronte orientale del Louvre di Claude Perrault. L'interno contiene un grande atrio con un'alta volta a botte e un soffitto a cassettoni parallelo alla strada, con affacci dalle scale che terminano ad ogni estremità.
Lo spazio del teatro è dominato da un imponente lampadario a pannelli in alluminio e vetro sotto una volta blu, e l'arco del proscenio è decorato con una scultura figurativa dorata. Il teatro ha 3.146 posti a sedere più 200 posti in piedi dietro l'orchestra e i settori delle gallerie. Questo teatro è più piccolo del Metropolitan Opera (3.800 posti) e del Chicago Lyric Opera (3.500 posti), ma segue la tendenza di una maggiore capacità dei teatri americani rispetto ai principali teatri europei del XIX secolo (Opéra national de Paris 2.200, Garnier 1.900, Royal Opera House di Londra 2.268, Wiener Staatsoper 2.280 e La Scala 2.800).

## Storia

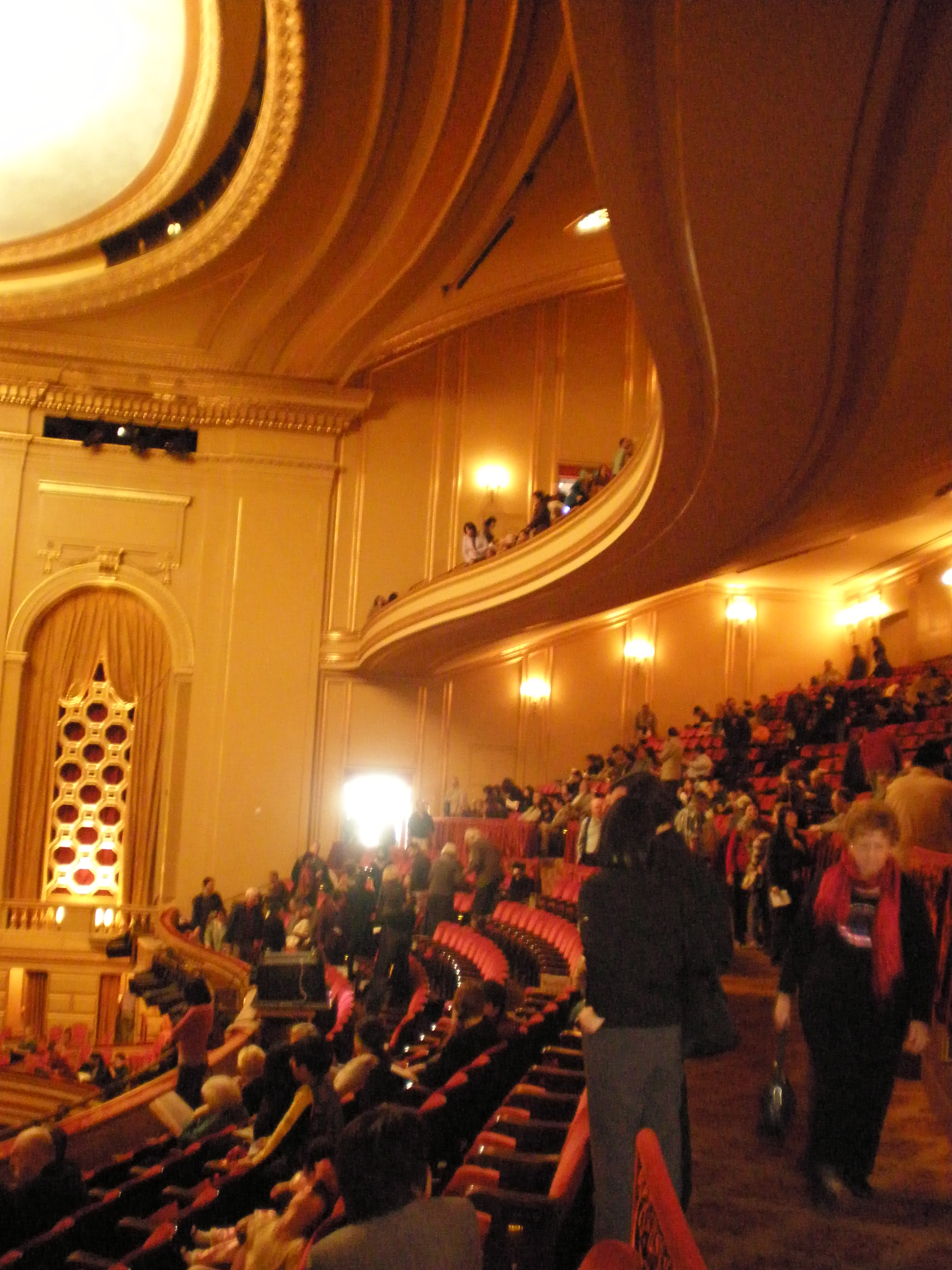
War Memorial Opera House Dress Circle & Balcony levels

La San Francisco Symphony eseguì la maggior parte dei suoi concerti in sede, dal 1932 al 1980. La RCA Victor registrò l'orchestra qui, sotto la direzione di Pierre Monteux, dal 1941 al 1952 e in una speciale sessione stereofonica nel gennaio del 1960. L'orchestra fece anche alcune registrazioni per la RCA con Enrique Jorda nel 1957 e 1958. Negli anni successivi, l'orchestra ha utilizzato uno speciale guscio acustico, posizionato intorno ai musicisti, migliorando notevolmente l'acustica dei concerti. Il concerto finale dell'orchestra in sede è stato un concerto di tutto Beethoven, diretto da Leonard Slatkin, nel giugno del 1980.

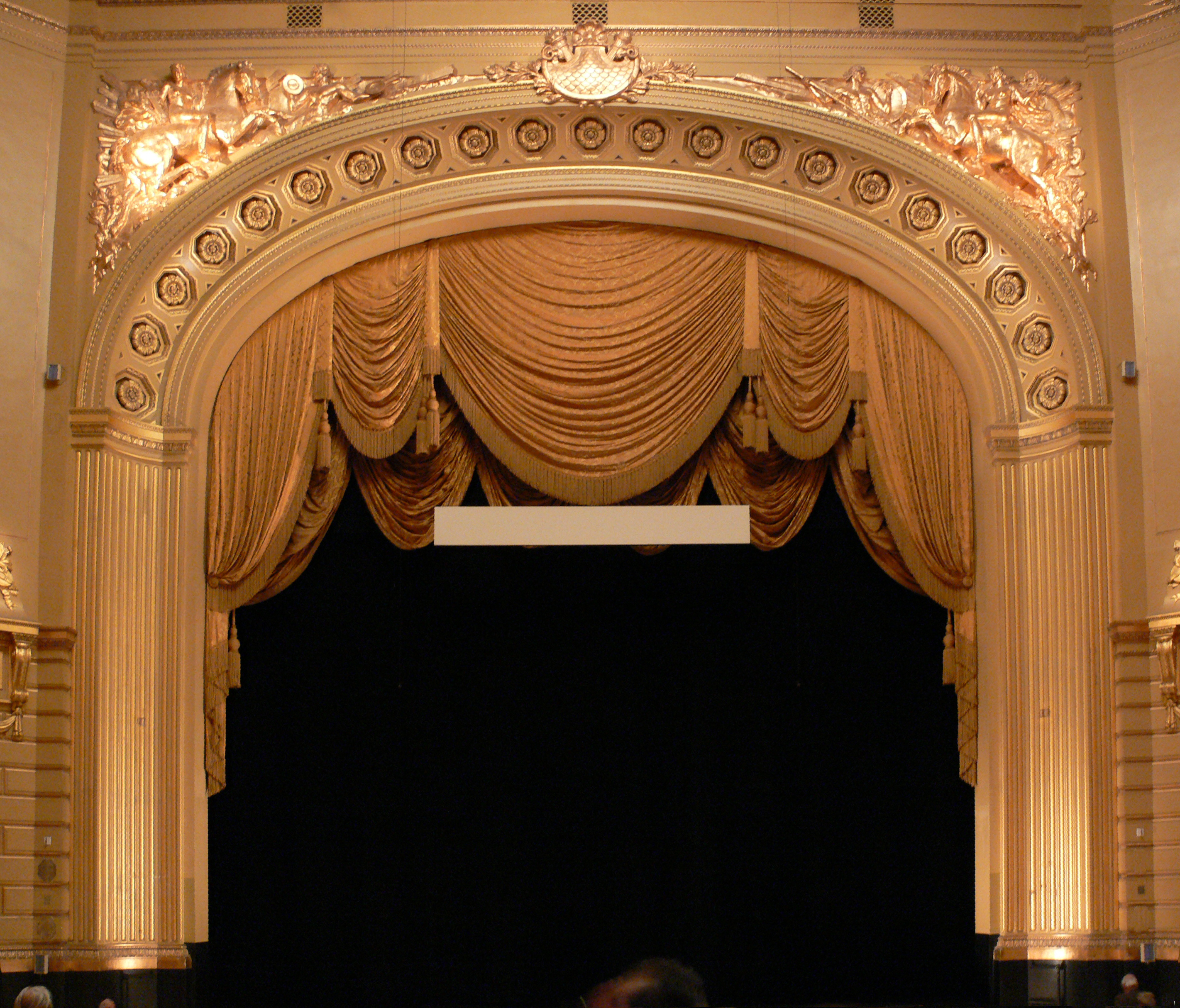
Palcoscenico e proscenio

Dopo l'attacco a sorpresa giapponese ed il bombardamento di Pearl Harbor, Hawaii, che segnò l'ingresso americano nella seconda guerra mondiale nel dicembre del 1941, le abitazioni venivano regolarmente oscurate e gli spettacoli venivano controllati dalle guardie delle incursioni aeree. Nella primavera del 1945 le Nazioni Unite tennero la loro Conferenza di San Francisco (la Conferenza delle Nazioni Unite sull'organizzazione internazionale) organizzando qui per la prima volta l'assemblea. La Carta delle Nazioni Unite fu successivamente redatta e firmata nell'Herbst Theatre accanto. Sei anni dopo, nel 1951, il trattato di San Francisco, che dichiarava la pace con il Giappone, fu redatto e firmato qui e nel teatro Herbst.
Durante gli anni della direzione generale di Kurt Herbert Adler, le inadeguatezze della sede divennero evidenti con l'espansione della stagione. In particolare, mancava spazio per gli uffici e spazio per le prove. Nel 1974, The Pointer Sisters si esibirono nel teatro con il primo spettacolo pop. Nel 1979 l'area dietro le quinte fu ampliata, seguita nel 1981 dall'apertura di una nuova ala costruita nella sede sul lato di Franklin Street. Questo diede ulteriore spazio per le scene, istruttori e ballerini, oltre a più spazio amministrativo. Contemporaneamente fu aperta la Sala Prove Zellerbach, con un palcoscenico delle stesse dimensioni dell'Opera House, all'interno del complesso che comprendeva la Louise M. Davies Symphony Hall.
Nel 1989, il potente terremoto di Loma Prieta che scosse la Bay Area causò gravi danni al Teatro dell'Opera. Lo studio di architettura di Skidmore, Owings and Merrill e la società di consulenza teatrale di Auerbach and Associates furono assunti nel 1992 per supervisionare la ristrutturazione tecnica dell'edificio ed un adeguamento sismico. In quel momento furono raccolte donazioni private aggiuntive per vasti miglioramenti tecnici.
Questi comprendono:
- Sistema di illuminazione all'avanguardia - che all'epoca lo rendeva uno dei sistemi più estesi e sofisticati al mondo

- Sostituzione di camere per un organo mai installato con servizi igienici moderni, di cui si aveva disperatamente bisogno dalla costruzione originale. L'organo non è necessario con il completamento della vicina Davies Symphony Hall.

- Un'estensione sotterranea sotto la piazza vicina per ospitare spogliatoi addizionali e strutture di backstage.